# Wiedźmin (zbiór opowiadań)
Wiedźmin – zbiór opowiadań, książkowy debiut Andrzeja Sapkowskiego. Zawiera pięć opowiadań o wiedźminie Geralcie opublikowanych w latach 1986–1990 w czasopiśmie „Fantastyka”. Książka została opublikowana nakładem wydawnictwa Reporter w roku 1990, w nakładzie 30 tys. egzemplarzy (ISBN 83-85189-01-7).
Cztery opowiadania wiedźmińskie z tego zbioru zostały wydane później w tomie Ostatnie życzenie, a opowiadanie Droga, z której się nie wraca w zbiorze Coś się kończy, coś się zaczyna oraz w pierwszym tomie Opowieści o wiedźminie.

## Opowiadania
- Droga, z której się nie wraca
- Kwestia ceny
- Ziarno prawdy
- Mniejsze zło
- Wiedźmin